# Mariholmen
Ne doit pas être confondu avec Mariholmen (Bergen) ou Mariholmen (Øygarden).
Mariholmen est une île norvégienne dans le comté de Hordaland. Elle appartient administrativement à Austevoll.

## Géographie
Rocheuse et pratiquement désertique à l’exception de quelques arbres, à fleur d'eau, elle s'étend sur environ 82 m de longueur pour une largeur approximative de 48 m. 